# Leopold Bloom
Pour les articles homonymes, voir Bloom.
 (juin 2008).
Améliorez-le ou discutez des points à vérifier. 
Leopold Bloom est un personnage fictif et antihéros du roman Ulysse de James Joyce.
L'anniversaire de la journée du 16 juin 1904 décrite dans le roman est célébrée en Irlande sous le nom de Bloomsday, et son centenaire a fait l'objet de réjouissances en 2004.
Bloom représente le héros Ulysse : comme lui il s'absente de son domicile au début de l'histoire et va se déplacer (ici, dans Dublin) tout au long du roman. De même, il n'apparaît pas dès le début du récit. Leopold Bloom est introduit au quatrième chapitre, Calypso, avec les mots suivants :

« Monsieur Leopold Bloom se régalait des entrailles des animaux et des volatiles. Il aimait une épaisse soupe d'abats, les gésiers au goût de noisette, un cœur farci rôti, des tranches de foie panées frites, des laitances de morue frites. Plus que tout il aimait les rognons de mouton grillés qui lui laissaient sur le palais la saveur légèrement acidulée d'un délicat goût d'urine. »

— James Joyce, Ulysse

## Biographie fictive
Leopold Bloom, né en 1866, est le fils unique d'un émigré hongrois, Rudolf Virág, originaire de Szombathely, et d'une protestante irlandaise, Ellen Higgins. Rudolf père, converti du judaïsme au protestantisme, change son nom en Rudolph Bloom, meurt suicidé.
Leopold épouse Marion Tweedy, surnommé Molly, le 8 octobre 1888. Le couple a un seul enfant, une fille, Millicent, dont le diminutif est Milly, née en 1889, qui vit à Mullingar. Leopold Bloom a eu également un fils, Rudolph (Rudy), né en décembre 1893, qui a vécu seulement onze jours. La famille demeure au 7, Eccles Street à Dublin.
Leopold Bloom travaille à l'Evening Telegraph, pour les contrats publicitaires. Molly est une cantatrice assez célèbre.

## Le roman
Ulysse raconte principalement les pérégrinations de Leopold Bloom dans Dublin ; durant cette journée du 16 juin 1904, il rencontre une grande variété de personnages, dans toutes sortes du situations courantes. Le roman insiste également sur Stephen Dedalus, représentant Télémaque (en particulier les chapitres 1 à 3, 7, 9). Les deux personnages sont réunis durant les chapitres 15 à 17.
Bloom se préoccupe de la liaison que son épouse Molly Bloom entretient avec son directeur Blazes Boylan. Il se rend à l'enterrement de son ami Paddy Dignam, qui lui rappelle le décès de son fils Rudy. Cette absence de fils lui à probablement fait naître son affection pour Stephen ; dans les derniers chapitres, il le tire d'une maison close, et l'amène chez lui, lui proposant de l'héberger pour ses études.
Le personnage reste à mi-chemin entre sa culture juive d'origine et sa culture chrétienne adoptée,, il est franc-maçon et dans le roman  se trouvent  plusieurs références à la franc-maçonnerie ,.    
Il déteste la violence, sa relative indifférence pour le nationalisme irlandais, qui lui vaut des discussions (chapitre Le Cyclope), son penchant pour le voyeurisme et son infidélité par sa liaison épistolaire sous le pseudonyme d' « Henry Flower ».

## Inspiration
Le personnage de Léopold Bloom serait inspiré par l'écrivain italien Italo Svevo que Joyce rencontre en 1903 alors qu'il donne des cours d'anglais à Trieste, et deviendra son ami. Italo Svevo partage en effet de nombreux points communs avec le héros d'Ulysse.

## Héritage culturel
Mel Brooks a nommé « Leo Bloom » le comptable timide joué par Gene Wilder dans sa comédie musicale The Producers, (Les Producteurs) réalisée en 1968 et « Leopold Bloom »  ce même personnage dans son remake du même film en 2005.
Dans Voyage en Italie de Roberto Rossellini le nom du couple est Joyce, la femme raconte à son mari un épisode qui se trouve dans la dernière nouvelle de Dubliners, à savoir The Dead (événement qu'elle a elle-même vécu).
La revue philosophique française Tiqqun (1999-2001) utilise le nom propre Bloom pour figurer le concept d'être-en dehors, en hommage probable au personnage, type même d'homme étranger au monde et à lui-même (cf. Théorie du Bloom, La Fabrique, 2004).